# كرايغ ميدغلي
كرايغ ميدغلي (بالإنجليزية: Craig Midgley)‏ هو لاعب كرة قدم بريطاني في مركز الهجوم، ولد في 24 يونيو 1976 في برادفورد في المملكة المتحدة. لعب مع برادفورد سيتي ونادي دارلنجتون ونادي سكاربورو ونادي هارتلبول يونايتد ونادي هاليفاكس تاون.

## وصلات خارجية
- كرايغ ميدغلي على موقع قاعدة بيانات كرة القدم.إي يو (الإنجليزية)
- كرايغ ميدغلي على موقع Soccerbase.com (لاعب) (الإنجليزية)